# Col des Écharmeaux
Le col des Écharmeaux est situé sur la route Buissonnière (RD 385) à 712 m d'altitude, sur le territoire de la commune de Poule-les-Écharmeaux, à l'extrême nord-ouest du département du Rhône.

## Géographie
Le col des Écharmeaux est un point de passage d’une des deux voies de communication naturelles du Beaujolais permettant de relier Beaujeu à la Loire, à Pouilly-sous-Charlieu. Le col des Écharmeaux offre un panorama ouvert sur la haute vallée d’Azergues. Il est situé sur la ligne de partage des eaux entre l'Atlantique et la Méditerranée.
Le col relie Lyon à Charolles (Saône-et-Loire) par la vallée de l'Azergues. C'est l'un des trois accès au mont Saint-Rigaud (1 009 mètres).
Le sentier de grande randonnée 7 passe par le col.
Le tunnel ferroviaire des Écharmeaux long de 4 300 m sur la ligne Paray-le-Monial passe sous le col.

## Histoire
Le col des Écharmeaux est utilisé depuis fort longtemps pour aller de la Saône à la Loire « car la traversée s'effectue ici le plus aisément à dos d'âne, les cols sont bas : et facilement atteints par. des vallées conduisant aux deux fleuves (Ardière ; Bottoret-Sornin). » Mais il faut attendre le milieu du XVIIe siècle avec l'ouverture du canal de Briare pour que soit établie une circulation régulière, par mulets et charrettes, de la Saône à la Loire (de Belleville à Pouilly par Beaujeu, les Écharmeaux, Chauffailles, et Charlieu.
Dans la seconde moitié du XVIIIe siècle, la décadence est importante. Lyon préfère ouvrir une vraie route Villefranche-Roanne par Thizy.

## La sculpture de NapoléonIer
La statue de Napoléon Ier est l’œuvre d’un homme du pays, Jean Molette (1819-1889). Sabotier de profession et sculpteur il réalise cette statue sous le Second Empire alors qu’il habite aux Écharmeaux.
Texte des vers inscrits sur le socle :
O ! toi puissant héros que l’Univers admire

O ! toi qui nous donnas la gloire avec l’Empire

Supporte que ma main en ses loisirs retrace

Et tes nombreux exploits et ton auguste face

## Activités

### Cyclisme
Le col est franchi au km 158 lors de la 6e étape du Tour de France 2003 entre Nevers et Lyon et classé en 3e catégorie pour le classement du meilleur grimpeur.

### Randonnée
Suivant la ligne de partage des eaux entre Atlantique et Méditerranée, le sentier de grande randonnée 7, reliant le ballon d'Alsace à l'Andorre, passe au col.